# Grabiny (stacja kolejowa)
Grabiny – nieistniejąca stacja towarowa w Grabinach, w województwie podkarpackim, w Polsce. Zlikwidowana została w 2015 r. W pobliżu pozostał przystanek osobowy o tej samej nazwie.